# 越秀区
越秀区（えつしゅうく）は中国広東省広州市に位置する市轄区。

## 歴史
前214年、始皇帝により嶺南地方統治が開始されると南海郡を設置し現在の越秀区内に番禺城が設置され、南海県と番禺県が設置された。590年（開皇10年）、隋朝は番禺県を南海県に編入、730年（長安3年）、唐朝により再び番禺県が設置された。
五代十国時代になると劉隠が南漢を建国、広州に都を定め、南海県は廃止され興王府（現在の広州市）に編入された。972年（開宝5年）に北宋が南漢を滅亡させると南海県が再び設置され、番禺県が編入されたが、1051年（皇祐3年）に再び番禺県が設置されている。清末の1905年（光緒31年）に行政改編が行われると老新城、東南関が設置され、更に中華民国時代は西山区・徳宣区・小北区・恵福区・靖海区・太平区・永漢区・東堤区・東山区・大東区・前鑑区が設置された。
越秀区の名称は1950年6月に西山・徳宣・小北の3区が合併した際に命名された。

## 行政区画
2023年2月現在まで18街道を管轄する：
| 番号 | 街道名     | 番号 | 街道名     |
| ---- | ---------- | ---- | ---------- |
| 01   | 洪橋街道   | 10   | 黄花崗街道 |
| 02   | 北京街道   | 11   | 華楽街道   |
| 03   | 六榕街道   | 12   | 建設街道   |
| 04   | 流花街道   | 13   | 大塘街道   |
| 05   | 光塔街道   | 14   | 珠光街道   |
| 06   | 人民街道   | 15   | 大東街道   |
| 07   | 東山街道   | 16   | 白雲街道   |
| 08   | 農林街道   | 17   | 登峰街道   |
| 09   | 梅花村街道 | 18   | 砿泉街道   |